# 33622 Sedigh
33622 Sedigh è un asteroide della fascia principale. Scoperto nel 1999, presenta un'orbita caratterizzata da un semiasse maggiore pari a 2,5730015 UA e da un'eccentricità di 0,0945782, inclinata di 8,82203° rispetto all'eclittica.